# Сай (район)
Сай — один з районів (лаос. ເມືອງ муанг) провінції Удомсай, Лаос.